# الحركة الثورية الإسلامية في أفغانستان
حركة الثورة الإسلامية أو حركة الانقلاب الإسلامي (بالدرية: حرکت انقلاب اسلامی افغانستان) هو حزب سياسي إسلامي تقليدي. كان ذات يوم واحد من أكبر فصائل المجاهدين الأفغان التي تقاتل القوات السوفيتية خلال الحرب السوفيتية الأفغانية. وكان محمد نبي محمدي قائد الحركة في ذلك الوقت.
كانت الحركة أحد أحزاب بيشاور السبعة. بصفتها مجموعة مجاهدين، عملت في المقاطعات الأفغانية الجنوبية والشرقية في قندهار، وهلمند، وأروزكان، وغزني، وبكتيكا، ووردك. ومع ذلك، لم تكن جماعة قوية أو مؤثرة مثل حزب غلبدين حكمتيار أو قوات أحمد شاه مسعود. أصبح معترفًا به باعتباره ثاني أهم الأحزاب السبعة في عام 1981 (بعد الجمعية الإسلامية الأفغانية) ، لكن الدعم تآكل بحلول عام 1984. وافتقرت الحركة إلى هدف سياسي واضح.
خلال التسعينيات تضاءل دور الحركة، فانضمت إلى حكومة برهان الدين رباني، لكنها تركت الحكومة عام 1993 ومنعت أعضائها من المشاركة في المعارك الجارية. وعندما ظهرت طالبان، قام محمدي بحلها وحث أعضائها على الانضمام إليها.
بعد وفاة زعيمها محمد نبي محمدي في باكستان، تولى قيادة الحركة نجله أحمد نبي محمدي. وفي ظل قيادته، غيّر اسم الحركة إلى حركة الثورة الإسلامية والوطنية في أفغانستان. وفي أبريل 2005، انضمت الحركة إلى جبهة التفاهم الوطني الأفغاني، وهي ائتلاف من 12 حزبًا معارضًا. لكن الجبهة لم تدم طويلًا.
في عام 2015 اختار الحزب زعيمًا جديدًا مولوي قلم الدين محمد. أثار أعضاء الحركة الاهتمام الإعلامي عندما عقدوا تجمعًا لإحياء ذكرى مؤسس طالبان الراحل الملا عمر (الذي كان عضوًا في الحركة خلال الحرب السوفيتية الأفغانية).